# George Eyston
Brigadir George Edward Thomas Eyston, MC OBE, britanski dirkač, * 20. junij 1897, Witney, Oxfordshire, Anglija, Združeno kraljestvo, † 11. junij 1979, Lambeth, London, Anglija, Združeno kraljestvo.

### Življenjepis
George Eyston se je rodil 20. junija 1897 v angleškem mestecu Witney, Oxfordshire.
Na dirkah za Veliko nagrado je debitiral v sezoni 1923 v tovarniškem moštvu Aston Martin Cars Ltd., ko je na dirki za Veliko nagrado Boulogna z dirkalnikom Aston Martin GP zasedel četrto mesto, enak rezultat pa mu je uspel tudi na naslednji dirki JCC 200 miles.
Po treh zaporednih odstopil je sredi sezone 1926 zapustil moštvo, na prvi naslednji dirki za Veliko nagrado Boulogna pa je kot privatnik z dirkalnikom Bugatti T39 dosegel svojo prvo zmago v karieri. Svojo drugo in zadnjo zmago pa je dosegel z dirkalnikom Bugatti T35B na dirki za Veliko nagrado La Baule v naslednji sezoni 1927, v kateri je dosegel še tretja mesta na dirkah Velika nagrada Overtura, Course de Formula Libre de l´ACF, kjer sta ga premagal le znamenita Albert Divo in Louis Chiron, ter Velika nagrada Boulogna.
V sezoni 1928 je kot najboljši rezultat dosegel drugo mesto na dirki JCC 200 miles, v sezoni 1929 pa mu je enak rezultat uspel na vzdržljivostni dirki za 24 ur Spaja, kjer je dirkal skupaj z Borisom Ivanowskim. V sezoni 1930 je nastopil le na manjši dirki Saorstat Cup, kjer je zasedel drugo mesto, rezultat ki ga je dosegel tudi na dirki RAC International TT v sezoni 1932.
V sezoni 1933 je dosegel svoj najboljši rezultat kariere na dirkah najvišjega ranga Grandes Épreuves s tretjim mestom na dirki za Veliko nagrado Francije. Na dirki Mannin Beg v naslednji sezoni 1934, kjer je osvojil tretje mesto, je osvojil svojo zadnjo uvrstitev na stopničke v karieri, po dirki British Empire Trophy v sezoni 1935, na kateri je osvojil sedmo mesto, pa se je upokojil kot dirkač. V letih 1937 in 1938 je trikrat postavil kopenski hitrostni rekord, tretjič na 575,07 km/h na enokilometrski razdalji.
Umrl je leta 1979 v Londonu.